# Шахтёр (футбольный клуб, Торез)
Шахтёр — советский футбольный клуб из Тореза. Основан в 1946 году. Последний раз упоминается в 1970 году.

## Наименования
- 1946—1964 — «Шахтёр» (Чистяково);
- с 1964 — «Шахтёр» (Торез).

## Достижения
- Во второй лиге — 19 место (в зональном финале класса «Б» 1969 год).
- В кубке СССР — поражение во 1/4 зонального финала (1966/1967).

## Известные игроки
- Дрозденко, Алексей Митрофанович
- Шалычев, Виталий Семёнович